# یارک
یارک (به انگلیسی: Yarik) یک شورای اتحادیه در پاکستان است که در ناحیه دیره اسماعیل خان واقع شده‌است.